# Mitsubishi 1MF9
Mitsubishi 1MF9 hay Mitsubishi Experimental Taka-type Carrier Fighter – Máy bay tiêm kích cho tàu sân bay kiểu Taka thử nghiệm của Mitsubishi là một mẫu thử máy bay tiêm kích của Nhật Bản trong thập niên 1920.

## Tính năng kỹ chiến thuật
Dữ liệu lấy từ Japanese Aircraft 1910–1941
Đặc tính tổng quan
- Kíp lái: 1
- Chiều dài: 8,443 m (27 ft 8 in)
- Sải cánh: 10,80 m (35 ft 5 in)
- Chiều cao: 3,403 m (11 ft 2 in)
- Diện tích cánh: 41,50 m2 (446,7 foot vuông)
- Trọng lượng rỗng: 1.200 kg (2.646 lb)
- Trọng lượng có tải: 1.855 kg (4.090 lb)
- Động cơ: 1 × Mitsubishi Hi loại động cơ V12 làm mát bằng nước, 450 kW (600 hp)

Hiệu suất bay
- Vận tốc cực đại: 244 km/h; 152 mph (132 kn)
- Trần bay: 7.000 m (22.966 ft)
- Thời gian lên độ cao: 3.000 m (9.800 ft) trong 6 phút 10 giây

Vũ khí trang bị

- Súng: 2× súng máy 7,7 mm